# 赵庄乡 (临城县)
赵庄乡是中国河北省邢台市临城县下辖的一个乡。

## 行政区划
赵庄乡下辖赵庄村、拳峪村、虎道村、桐花村、南沟村、鸡亮村、西沟村、李家坪村、店上村、贾庄村、店西峪村、上贯峪村、下贯峪村、东山底村、石家栏村、岭西村、东沟村、上红鹤村、下红鹤村、青羊头村、卜连庄村、东岩峪村、张家庄村、围场村、孟家庄村、魏家庄村、七峪村、驾游村、槐树庄村、梁家庄村、方脑村、双石铺村、寺台村、戎家庄村。